# Бооне-Цагаан-Нуур
Бооне-Цагаан-Нуур, до 1989 года по-русски называлось Бон-Цаган-Нур (монг. Бөөн Цагаан нуур) — бессточное озеро на юго-западе Монголии. Расположено в аймаке Баянхонгор в сомоне Баацагаан. Самое большое озеро в Долине Озёр у подножия входящего в состав Гобийского Алтая хребта Дунд-Аргалант в зоне северных пустынь.
Объём воды — 2,385 км³. Площадь поверхности — 252 км². Площадь водосборного бассейна — 33 500 км². Высота над уровнем моря — 1313,4 м.
Берега озера Бооне-Цагаан-Нуур низкие, только местами заболоченные. Южный берег обрывистый, на надбрежной террасе произрастает саксауловое редколесье. В озеро впадает только одна река Байдраг-Гол. Населённых пунктов на берегах озера нет. На дне озера слой ила с сероводороодным запахом, озёрная вода богата планктоном. В озере много рыбы (осман), оно является местом остановки перелётных птиц.
Восточный берег озера сформирован береговым валом, по которому проходит грунтовая дорога. За этим валом, на юго восток от озера, расположена увлажнённая заболоченная долина, которая только при высоком уровне воды в озере затопляется водой, тем не менее не достигающей уровня озера, останавливающейся на отметке около 1312 м. Долина на восток продолжается на 5 км до посёлка Баацагаан, расположенного на возвышении над долиной.